# Stade de La Independencia
Le stade de La Independencia (espagnol : Estadio de La Independencia) est un stade de football situé à Tunja, en Colombie.
Le stade possède une capacité de 21 000 places.